# 初创企业
是寻求、发展和验证可扩展的经济模型的企业。与創業（英語：entrepreneurship）不同，创业包含所有新成立的企业，包括自主创业和不注册的企业，而初创企业特別是指那些具備巨大成長潛力的新企業。初创公司开始时面临着很高的不确定性和失败率，但一小部分初创公司会取得成功，甚至估值超过10亿美元，成为独角兽企业。

创业融资周期

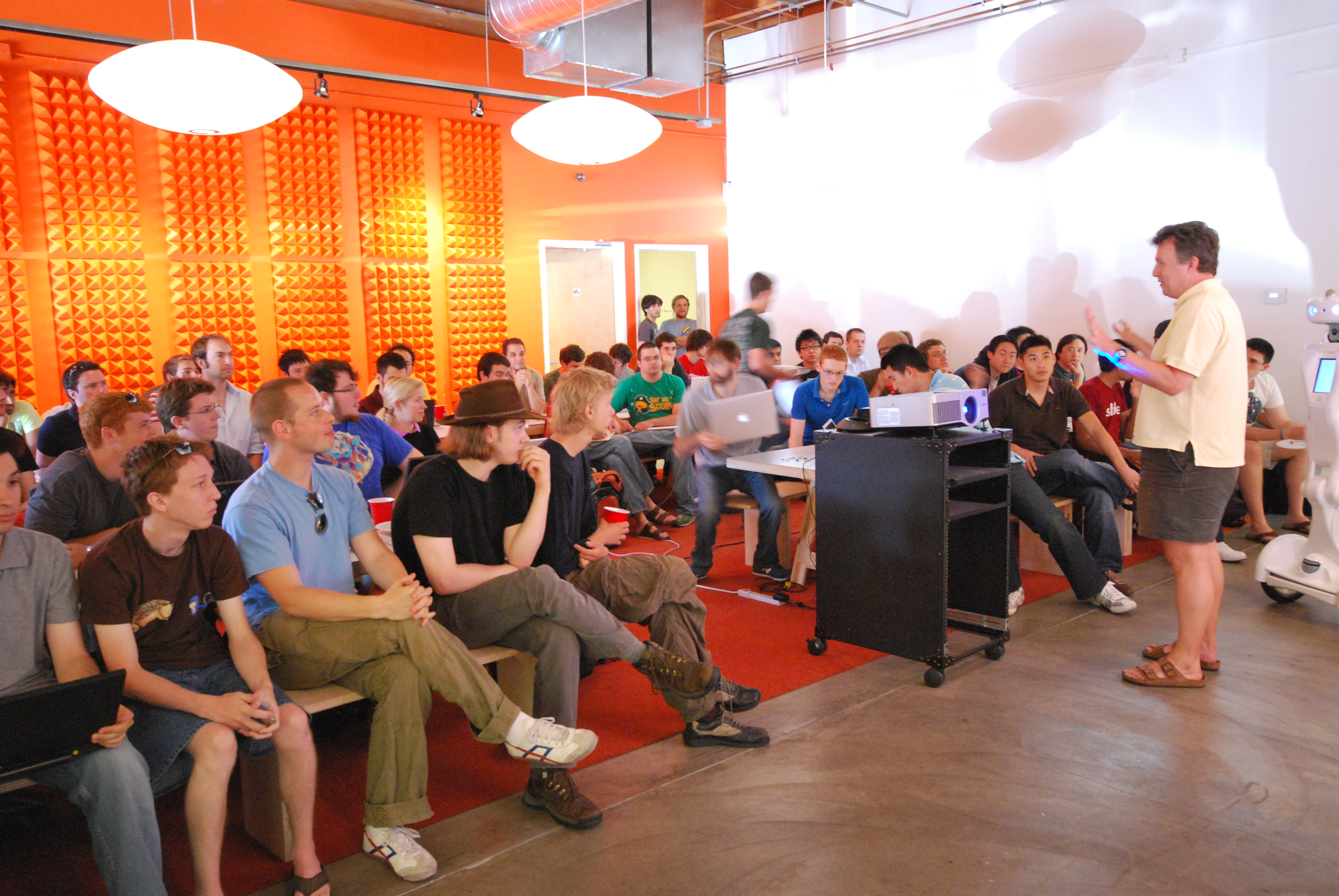
2009年保罗·格雷厄姆在Y Combinator Prototype Day谈论创业

最近，创业往往多数是和高速增长的科技创业相关联。著名创业加速器Y Combinator的创始人保罗·格雷厄姆对创业的定义是“创业就是一家快速发展的创新公司”。新建的公司不能定义为创业。它也不仅仅是指在科技，或在创业资金，或是某种“出格”的创业。唯一关键的是增长价值。相关创业的所有一切都是追随着高增长的价值。”